# Neoleptoneta modica
Neoleptoneta modica là một loài nhện trong họ Leptonetidae.
Loài này thuộc chi Neoleptoneta. Neoleptoneta modica được Willis J. Gertsch miêu tả năm 1974.